# 福克沙尼
福克沙尼（羅馬尼亞語：Focșani，/fok'ʃanʲ/）是罗马尼亚东部的一座大城市。

## 地理
福克沙尼的平均高度为55米，喀尔巴阡山脉的东端，离布加勒斯特东北160千米，它是弗朗恰縣的县府。
2007年福克沙尼有约十万名居民。

## 历史
传说这里最初的居民是格特人，后来西哥特人，此后拉其人和斯拉夫人在这里定居。它属于保加利亚帝国。但是11世纪拜占庭攻克保加利亚帝国后佩彻涅格人和欽察先后入侵。约1350年摩尔达维亚成立，福克沙尼位于它的南端。1387年摩尔达维亚成为波兰的附庸国，16世纪奥斯曼帝国攻占福克沙尼。17世纪哈布斯堡王朝赢得了特兰西瓦尼亚，福克沙尼成为摩尔达维亚的重要边城，它拥有保护多瑙河入海口的任务。1772年俄罗斯和奥斯曼帝国的外交官在福克沙尼附近会晤。1789年俄罗斯和哈布斯堡王朝的联军在福克沙尼附近沉重地击败了奥斯曼帝国的军队。但是摩尔达维亚依然留在奥斯曼帝国手中。1859年罗马尼亚建国后福克沙尼成为罗马尼亚城市。1878年罗马尼亚在俄罗斯的帮助下独立。1917年12月9日罗马尼亚与同盟國在福克沙尼签署停火协议。

## 名胜
福克沙尼有一座市剧院和一座民族博物馆。其它名胜有17世纪建造的教堂、第一次世界大战亡兵纪念堂和一些纪念罗马尼亚成立的纪念碑。

## 市徽
通过握手来体现福克沙尼位于摩尔达维亚和瓦拉几亚公国之间的位置。

## 经济
福克沙尼地区是传统的种葡萄和酿葡萄酒的地区，此外纺织业也有一定的重要性。

## 交通
福克沙尼有铁路和高速公路通过。

## 名人
- 所罗门·谢希特（1847年至1915年）拉比